# Königliche Proklamation von 1763

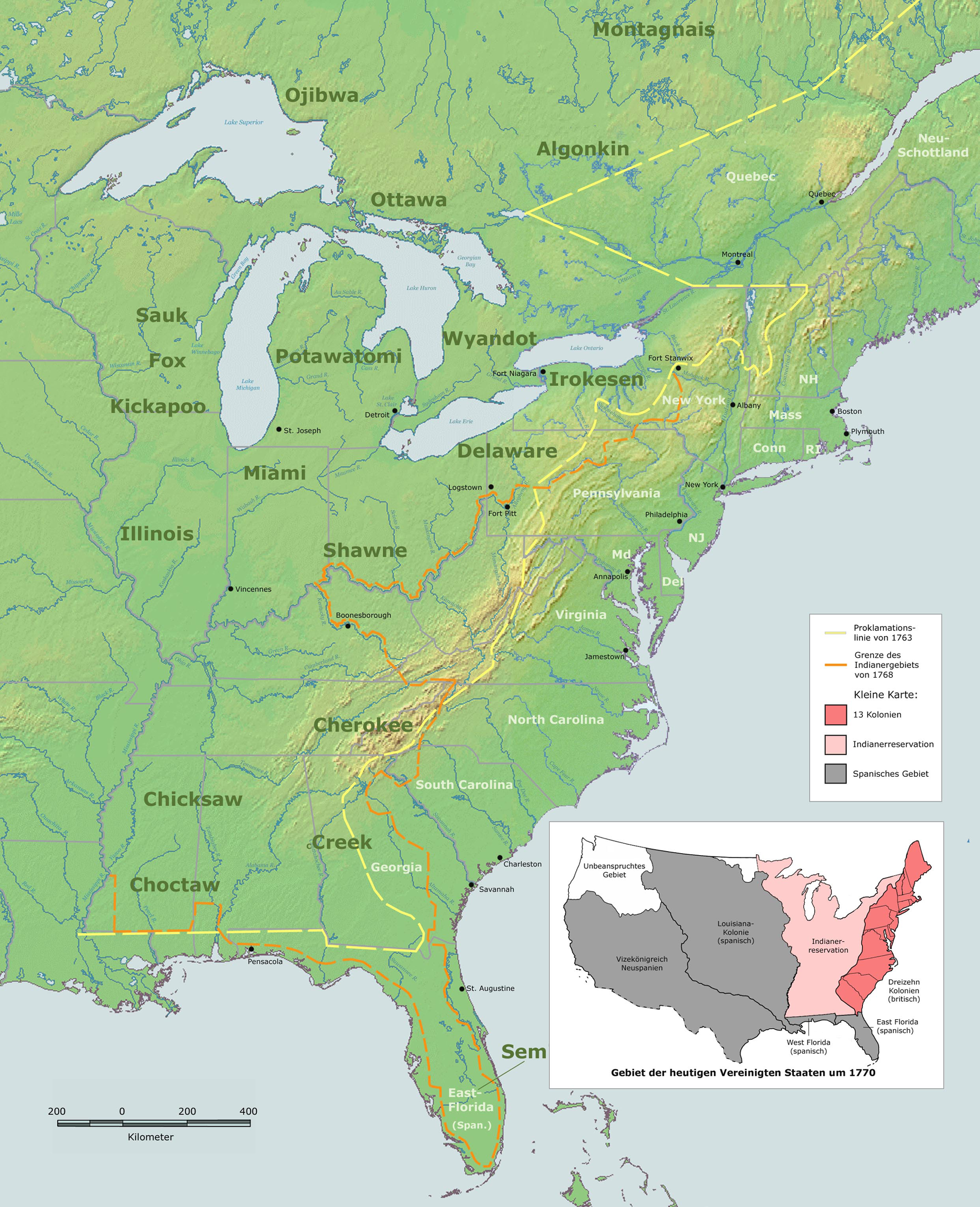
Östliches Nordamerika im Jahre 1770 mit der Proklamationslinie nach der Königlichen Proklamation von 1763 (gelb) und nach dem Vertrag von Fort Stanwix 1768 (orange)

Die Königliche Proklamation von 1763 wurde am 7. Oktober 1763 vom britischen König Georg III. aufgesetzt. Sie teilte die 1763 im Vertrag von Paris neu erhaltenen britischen Gebiete in Nordamerika ein und regelte den Handel, den Landerwerb und die Neuansiedlung von europäischen Siedlern jenseits der erklärten Proklamationslinie. Die Proklamationslinie war eine temporäre Grenze zwischen den Kolonien und der Indian Reserve. Sie wurde damals zu großen Teilen durch die Appalachen markiert. Die Proklamation sollte damit vor allem die Beziehungen zu den Indianern Nordamerikas stabilisieren.

## Vorgeschichte

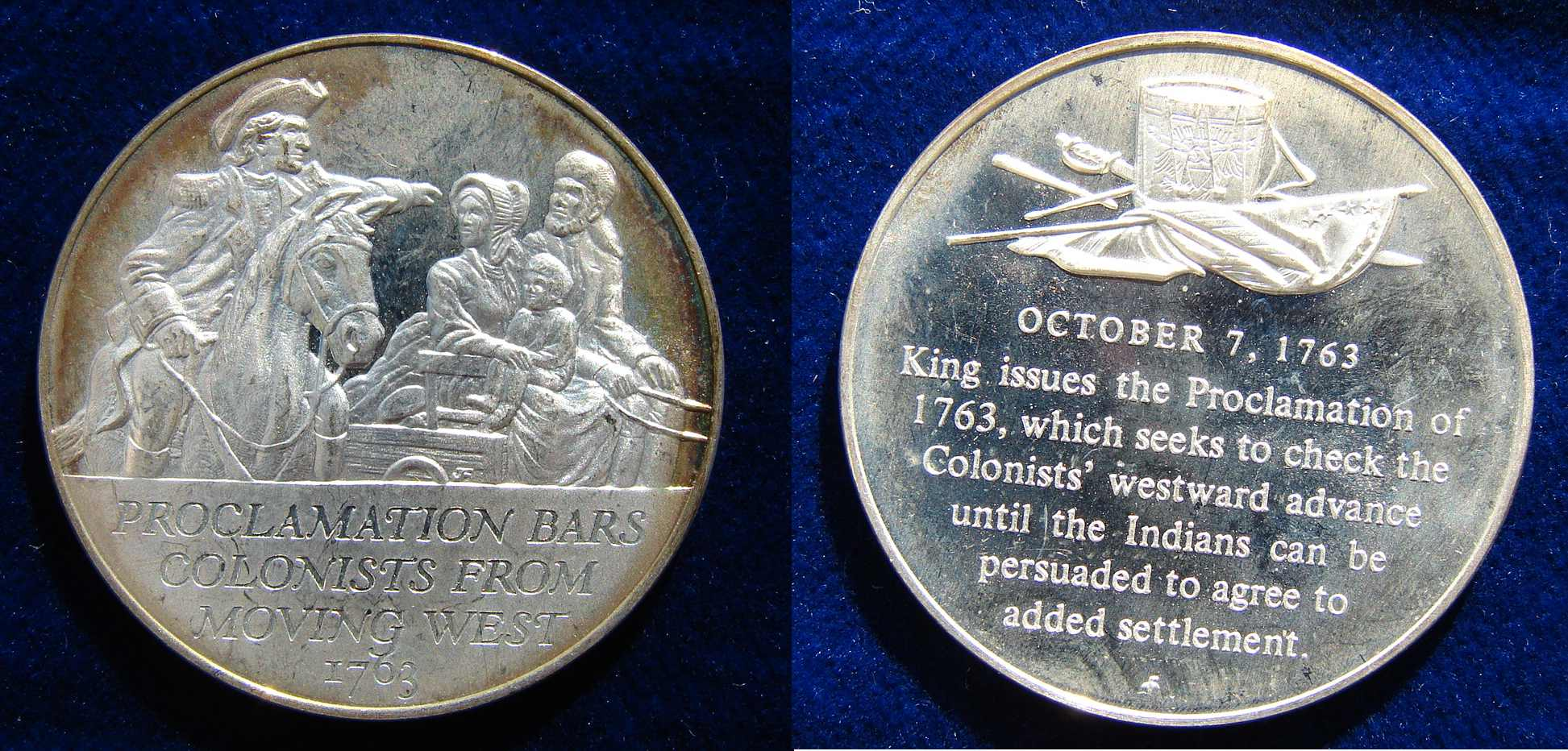
Die Auswirkung der Proklamation Georgs III auf einer Franklin-Mint-Medaille von 1970

Durch den Vertrag von Paris im Jahre 1763 wurde der Siebenjährige Krieg in Übersee beendet. In Nordamerika beendete er damit den 1754 begonnenen Krieg. Durch den Vertrag verlor Frankreich große Teile von Neufrankreich an Großbritannien und Spanien. Den Franzosen blieben in Nordamerika nur die Westhälfte der Karibikinsel Hispaniola (das heutige Haiti) sowie die Fischerinseln Saint-Pierre und Miquelon, die allerdings nicht befestigt werden durften.
Viele Indianerstämme in den ehemals französischen Gebieten – besonders in dem Gebiet um die Großen Seen – hatten lange und enge Beziehungen zu Frankreich und waren entsetzt, sich nun unter britischer Herrschaft zu befinden. Der Pontiac-Aufstand von 1763 bis 1766 war ein erfolgloser Versuch mehrerer Stämme, die Briten an der Besetzung ehemals französischer Gebiete zu hindern. Die Arbeiten an der Proklamation hatten schon vor Ausbruch des Aufstandes begonnen, wurden aber danach eilig vorangetrieben. Die Briten hofften, dass die Indianer die britische Regelung akzeptierten und so weitere Auseinandersetzungen verhindert würden.

## Inhalt
Die neuen, von den Franzosen abgetretenen Gebiete in Nordamerika wurden durch die Proklamation in die Provinz Québec, Westflorida und Ostflorida eingeteilt. Zudem wurde die Insel Grenada ins Königreich eingegliedert.
Die Proklamation schuf eine Grenze zwischen den britischen Kolonien an der Atlantikküste und dem Indian Reserve genannten Land der Indianer westlich der Appalachen. Diese Proklamationslinie sollte keine feste, sondern eine temporäre Grenze darstellen und die weitere Expansion Richtung Westen in geordnete und rechtmäßige Bahnen lenken. Die Proklamation verbot es Privatpersonen, Land der Indianer zu kaufen. Stattdessen sollte jeder zukünftige Landerwerb nur durch offizielle Abgesandte der britischen Krone während einer öffentlichen Versammlung mit Vertretern der beteiligten Indianerstämme erfolgen. Abgesandte der Krone durften zudem Land nur mit Zustimmung des Königs Siedlern zuteilen. So hatte die britische Krone ein Monopol auf alle zukünftigen Käufe von Land innerhalb des Indian Reserve. Des Weiteren war es britischen Siedlern verboten, sich jenseits der Proklamationslinie auf Land der Indianer dauerhaft niederzulassen.
Die Proklamationslinie wurde mehrmals in Verträgen mit den Indianern angepasst: 1768 im Vertrag von Fort Stanwix, 1768 im Vertrag von Hard Labor und 1770 im Vertrag von Lochaber.

## Folgen
Östlich der Appalachen gab es Widerstand bei den Kolonisten gegen die Proklamation, und im Westen wurde sie ignoriert. Man siedelte illegal weiter im westlichen Pennsylvania. Weder britische Behörden noch das Militär konnte dies stoppen, und um 1774 lebten schon fast 50.000 europäische Siedler westlich der Appalachen. Dies erhöhte die Spannungen zwischen den europäischen Siedlern und den Indianerstämmen westlich der Appalachen. Die Proklamation trug mit zur Entfremdung der Kolonialisten von der britischen Regierung bei, die letztendlich im Amerikanischen Unabhängigkeitskrieg mündete.